# Nemaschema ochreovittatum
Nemaschema ochreovittatum är en skalbaggsart som beskrevs av Stefan von Breuning 1978. Nemaschema ochreovittatum ingår i släktet Nemaschema och familjen långhorningar. Inga underarter finns listade i Catalogue of Life.